# Winchester Model 1893
Das Winchester Model 1893 war die erste Vorderschaftrepetierflinte mit Pump-Action-System, das Winchester fertigte.
John Moses Browning prophezeite seinem Auftraggeber Thomas Gray Bennet von Winchester,
dass dieses System die Zukunft bei den Repetierflinten sei.
Er argumentierte, dass die bereits am Markt erhältlichen Spencer-und-Burgess-Pumpflinten bei Händlern hohe Nachfragen haben.
1890 kaufte Winchester einen patentierten Prototyp (U.S. Patent Number 441390) von John M. Browning und verbesserte diesen noch durch die werkseigenen Ingenieure.
Aus diesem verbesserten Entwurf entstand das Modell „Winchester 1893“, das – wie man schon aus der Modellbezeichnung vermuten kann – 1893 auf den Markt kam.
Hierbei handelte es sich um einen Vorderschaftsrepetierer für Schwarzpulverpatronen mit außenliegendem Hahn und seitlichem Hülsenauswurf im Kaliber 12/65, dessen Röhrenmagazin 5 Patronen fasste.
Die Standardlauflängen waren 30" (762 mm) sowie 32" (812 mm). Eine sehr geringe
Stückzahl war auch in der Riot-Ausführung erhältlich.
Gegen Aufpreis war – wie damals üblich – auch bessere Ausstattung möglich.
Tatsächlich wurde daraus kurzzeitig ein Renner, bald aber zeigten sich die Schwächen
des Modells 1893: Bei vermehrten Gebrauch mit den neuen Patronen mit rauchlosem Pulver wurden sehr bald Materialermüdung und darauf zurückzuführende Defekte festgestellt.
1897 wurde nach nur 34050 produzierten Stücken die Fertigung eingestellt, aber mit
der fortlaufenden Nummer 34051 begann die Produktion der verbesserten Variante, dem Modell 1897 mit verstärktem System im Kaliber 12/70. Hier beginnt die wirkliche Erfolgsstory der meistverkauften Pumpflinte mit außenliegendem Hahn.